# Pseudonapomyza atronitens
Pseudonapomyza atronitens este o specie de muște din genul Pseudonapomyza, familia Agromyzidae, descrisă de Zlobin în anul 2002.
Este endemică în Kazakhstan. Conform Catalogue of Life specia Pseudonapomyza atronitens nu are subspecii cunoscute.